# Uniwersytet w Helmstedt

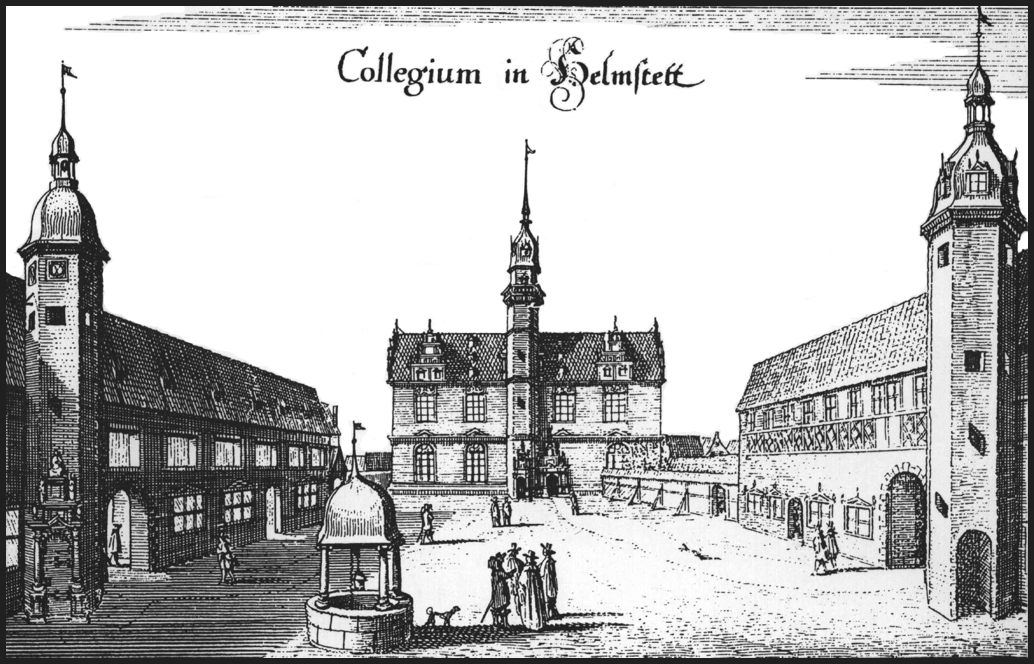
Ilustracja uniwersytetu w Helmstedt z 17 wieku; Miedzioryt Matthäusa Meriana

Uniwersytet w Helmstedt (Academia Julia lub Academia Julia Carolina lub  academia helmstadiensis) istniał w latach 1576–1810. Powstał na bazie  Pädagogium Illustre, które było założone w 1571 roku w  Gandersheim i 6 lipca 1574 roku zostało przeniesione do Helmstedt.

## Historia
Academia Julia została założona w północnej części Niemiec przez Juliusza, księcia  Brunszwiku-Wolfenbüttel jako pierwszy zdecydowanie protestancki uniwersytet, a jej otwarcie odbyło się 15 października 1576 roku świątecznym nabożeństwem w kościele St.-Stephani-Kirche. Jej rektorami byli zawsze książęta Brunszwiku-Wolfenbüttel. Pierwszym rektorem był 12 letni syn założyciela, późniejszy książę Henryk Juliusz. Jej motto brzmiało Ex Forti Dulcedo.
W 1592 roku rozpoczęto budowę głównego budynku uniwersytetu  Juleum. Dzięki licznym znanym osobom reputacja uniwersytetu szybko się rozpowszechniła, tak że na początku 1625 roku był trzecim co do wielkości uniwersytetem w Niemczech. Rocznie przyjmowano przeciętnie 500 studentów. W tym samym czasie trwała wojna trzydziestoletnia i wybuch dżumy w Helmstedt, które to spowodowały zaprzestanie działalności do 1626 roku. W listopadzie 1625 roku jedna trzecia mieszkańców padła ofiarą zarazy i 295 domów było niezamieszkanych.
Poprzez dominację rygorystycznego ortodoksyjnego-luterańskiego nastawienia wydziału teologicznego w Helmstedt, atrakcyjność  Academia Julia spadła. Po założeniu kolejnych uniwersytetów na północy Niemiec, np.  w Kilonii (1665), a szczególnie Reformuniversitäten (uniwersytet zreformowany) w Halle (1692) i przede wszystkim w Getyndze (1734), stał się w drugiej połowie XVIII wieku uniwersytetem prowincjonalnym, w którym studiowali mieszkańcy księstwa Brunszwik- Wolfenbüttel. Nie zmienił tego również krótki okres wzrostu studentów podczas wojny siedmioletniej. W 1795 roku studiowało tu zaledwie 97 studentów. Po upadku Świętego Cesarstwa Rzymskiego w latach 1803–1806 Helmstedt przeszło pod zarząd Królestwa Westfalii, którego królem został Hieronim Bonaparte, w którym istniały uniwersytety w Marburgu, Rinteln, Getyndze i Halle. W wyniku reformy przeprowadzonej w Królestwie Westfalii przez Johannesa von Müllera zlikwidowano uniwersytety w Rinteln i Helmstedt.  Academia Julia została zamknięta w maju 1810 roku, na koniec semestru zimowego 1809/1810,  na rozkaz króla  Hieronima z grudnia 1809 roku.
Studenci z Helmstedt wyróżniali się dużą skłonnością do pojedynków. Erdmann Uhse napisał w 1710 roku w  Universal-geographisch-historisches Lexicon:

Wer von Wittenberg kommt mit gesunden Leib,
Von Leipzig und Tübingen ohne Weib,
Von Jena und Helmstädt ungeschlagen,
Der kan von grossem Glücke sagen.

Kto z Wittenbergi przybywa ze zdrowym ciałem,
Z Lipska i Tybingi bez żony,
Z Jeny i Helmstedt nie pobity,
Ten może mówić o wielkim szczęściu.

Reputację tą zawdzięczają prawdopodobnie płycie nagrobnej studenta Alexandra Kocka znajdującej się w kościele St.-Stephani-Kirche (Helmstedt), który poległ w pojedynku 26 lutego 1584 roku w wyniku odniesionych ran. Pojedynek ze śmiertelnym skutkiem w ostatnich latach uniwersytetu był także inspiracją do opowiadania Wilhelma Raabe Die alte Universität (1858)  o historycznym spotkaniu absolwentów uniwersytetu  29 maja 1822 roku. Raabe cytuje tam  również łacińską pieśń z melodią  Gaudeamus igitur:

Fato cessit Julia,
Silent professores,
Vacant auditoria,
Sola nos memoria,
Vocat auditores.

Uległa losowi Julia,
Cicho są profesorowie,
Puste są sale wykładowe,
Jedynie wspomnienie,
Wzywa nas słuchaczy.

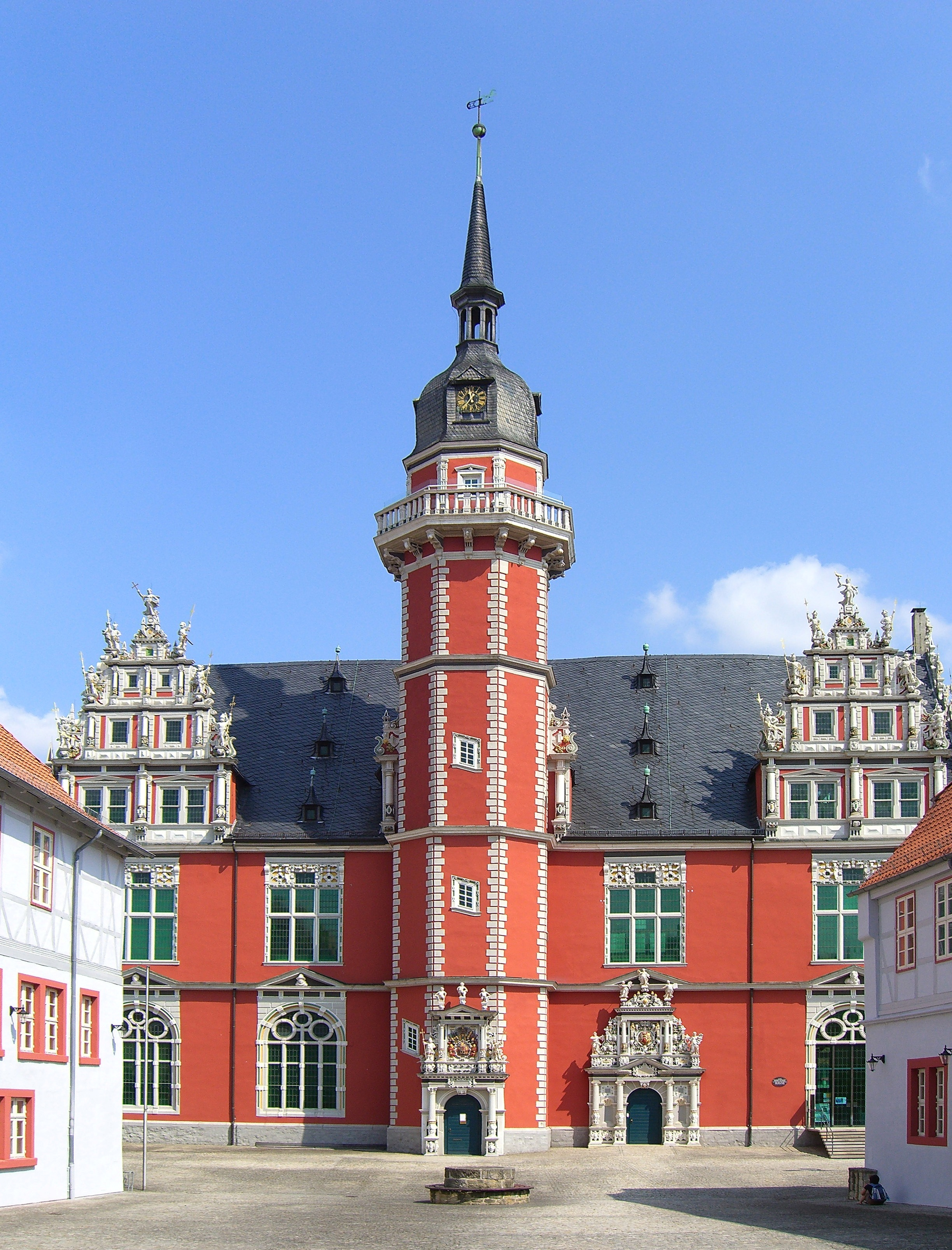
Budynek auli Juleum Novum
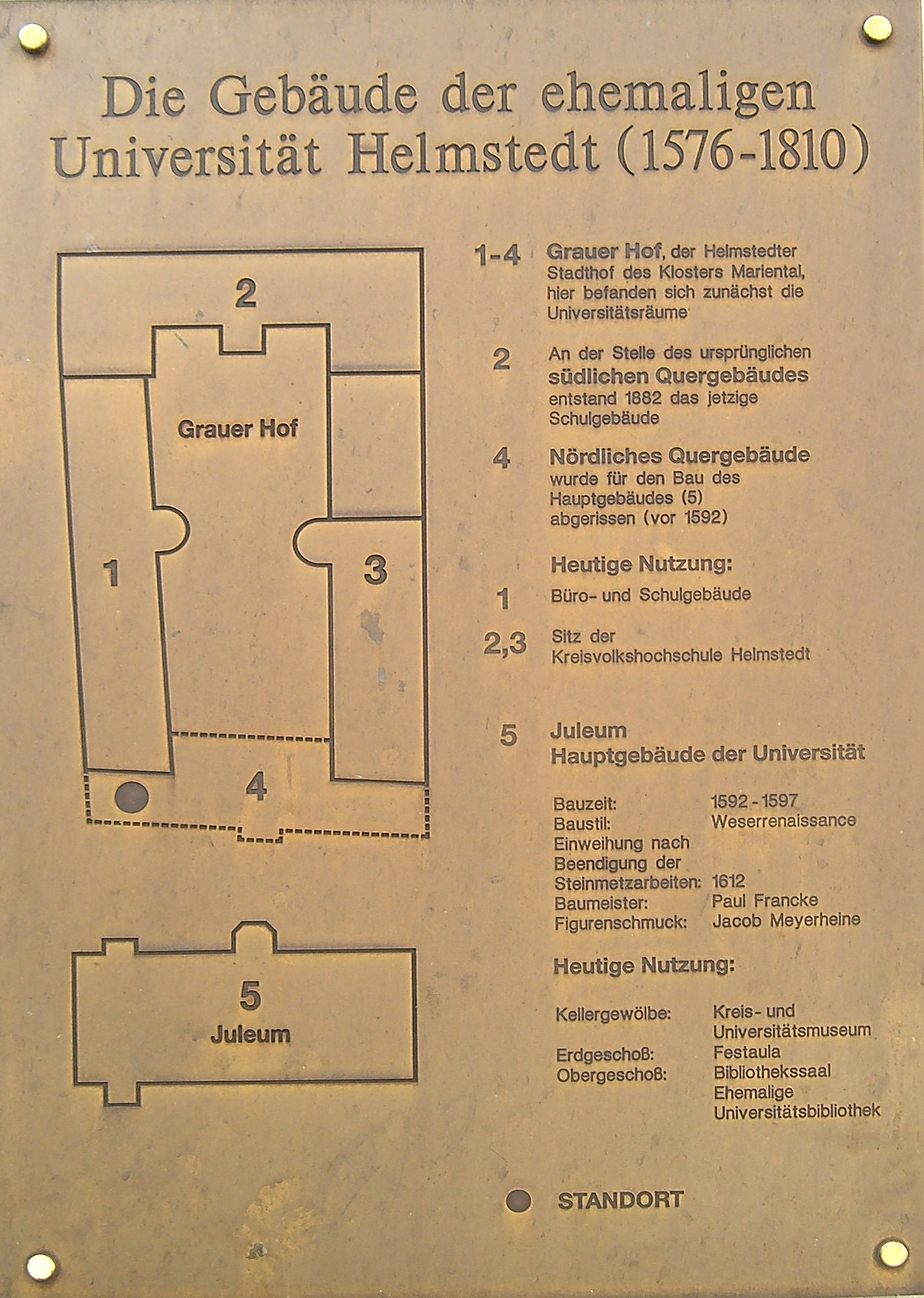
Zarys uniwersytetu
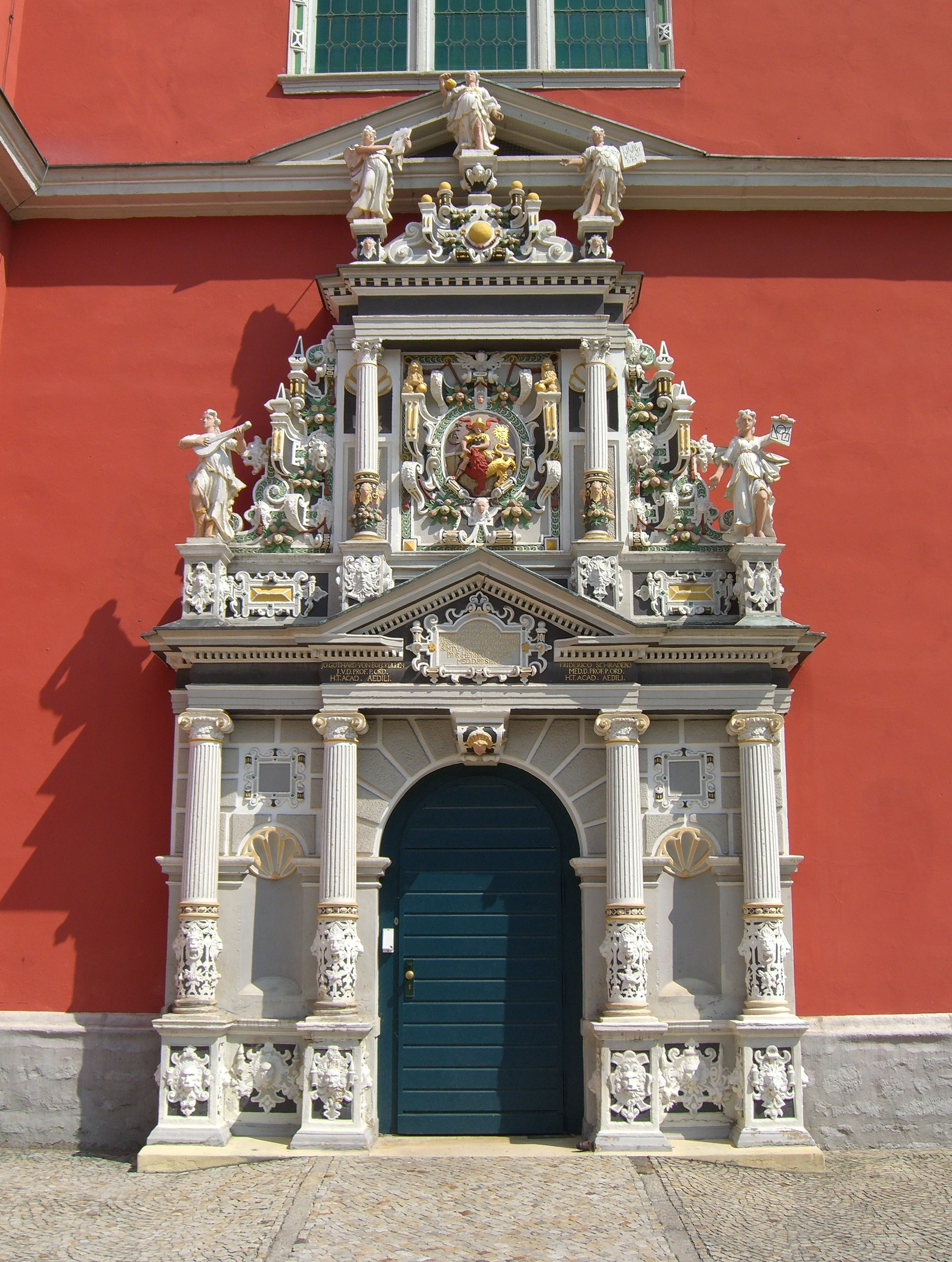
Portal w budynku Juleum
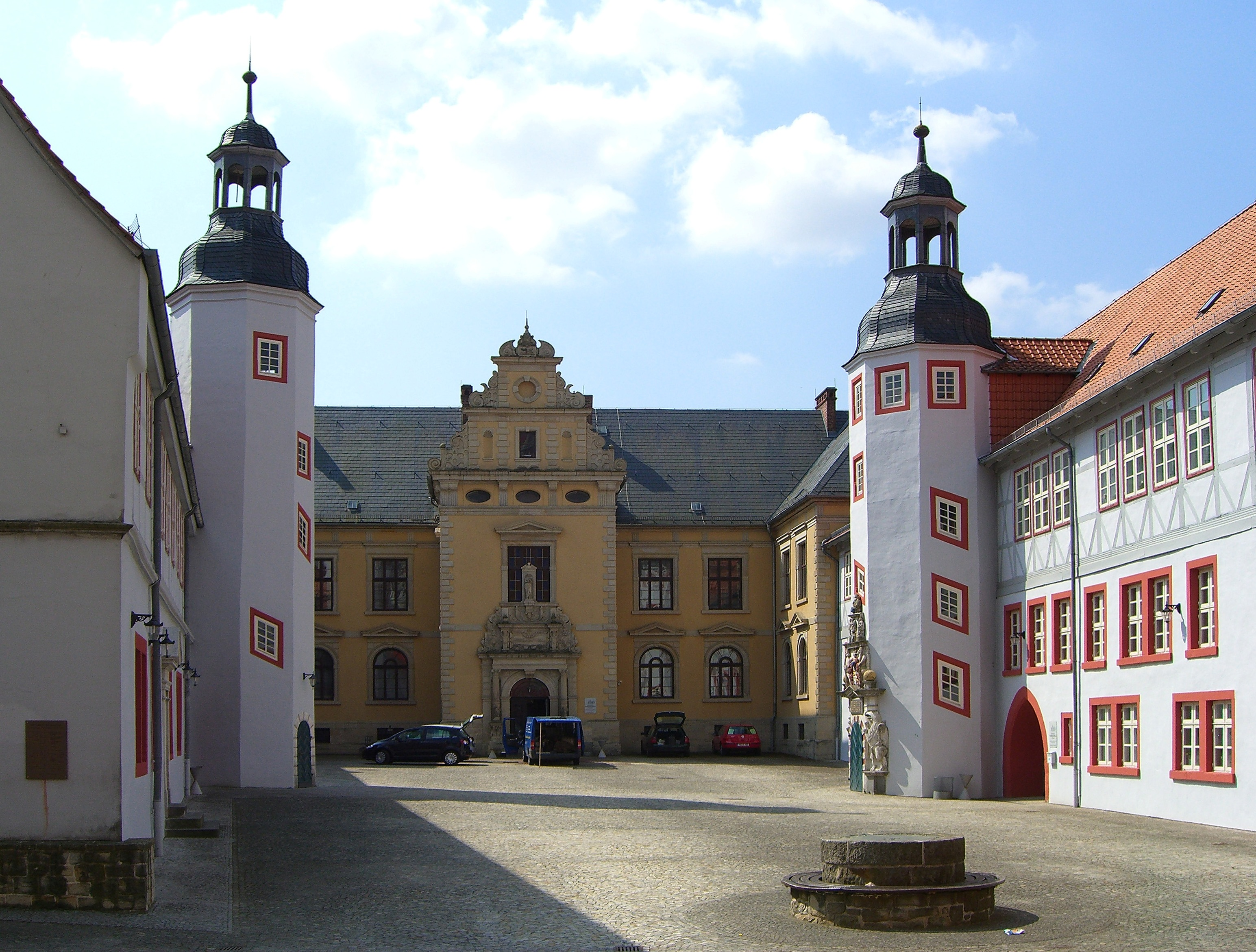
Skrzydło kolegium

## Była biblioteka uniwersytetu w Helmstedt
Była biblioteka uniwersytetu w Helmstedt posiada jeszcze dzisiaj wybitny stan książek w ilości 35.000 tytułów, przeważnie z lat 1490-1810.  Dalsza część zbiorów znajduje się w Herzog August Bibliothek w Wolfenbüttel.

## Wydziały na uniwersytecie w Helmstedt
Nauka na uniwersytecie została podzielona na trzy wydziały: teologiczny, prawniczy i medyczny, jak również podstawowy wydział filozoficzny z siedmioma sztukami wyzwolonymi.

### Wydział teologii
Johann Lorenz von Mosheim oprócz wielu pełnionych funkcji był również do 1747 roku profesorem na uniwersytecie w Helmstedt. Później brał udział w tworzeniu uniwersytetu w Getyndze, gdzie jako jedyny uczony w historii uniwersytetu pełnił funkcję kanclerza. Po podjęciu przez niego pracy w Getyndze rozpoczął się koniec uniwersytetu w Helmstedt.

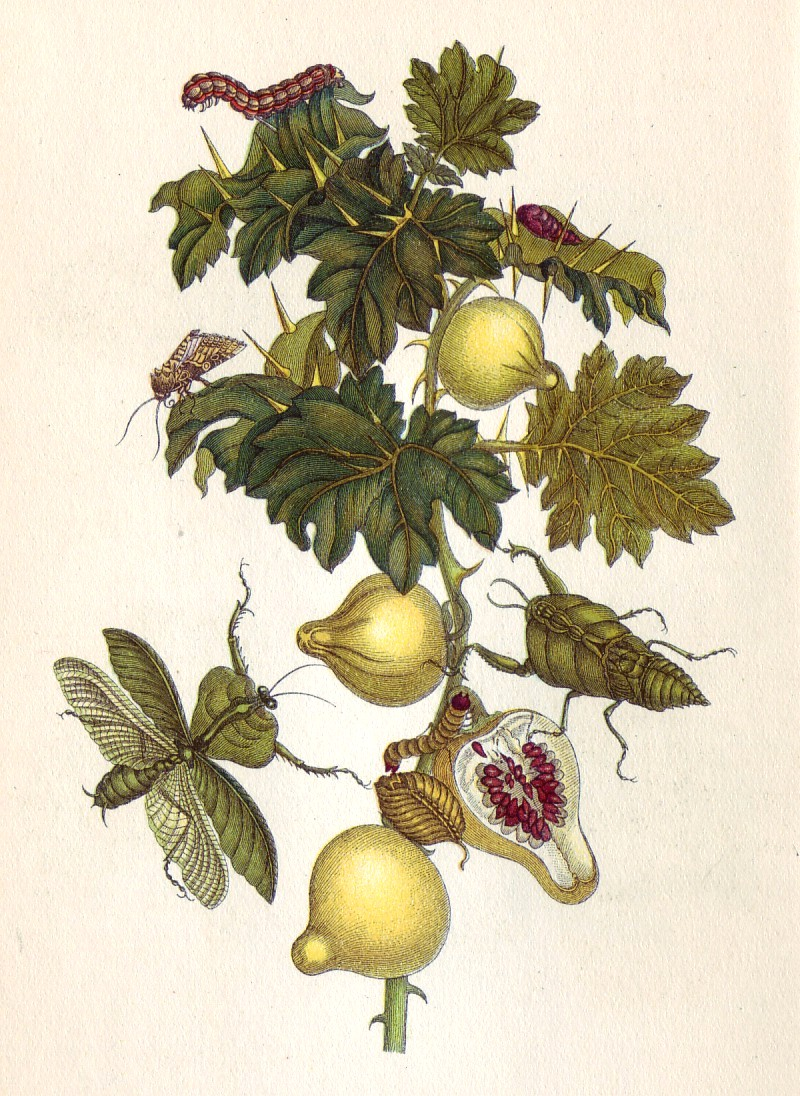
Kolorowany miedzioryt wykonany przez Marie Sibyllę Merian ze zbioru Metamorphosis insectorum Surinamensium, 1705

### Wydział medycyny

#### Początek badań epilepsji
Profesor medycyny i botaniki Johann Andreas Stisser (1657–1700) rozpoczął tutaj badania epilepsji, w tym samym czasie jak jego kolega po fachu  z Anglii  Thomas Sydenham i 150 lat po Paracelsusie i stworzył pierwszy lek do prowadzenia terapii nie pochodzący z roślin.

#### Ogród botaniczny-Arboretum
W 1692 roku Johann Andreas Stisser założył  ogród z ziołami i roślinami leczniczymi jako Hortus medicus  na własny koszt, ponieważ uniwersytetowi brakowało pieniędzy. Był to początek ogrodu botanicznego przy uniwersytecie w Helmstedt.  Laurentius Heister (1683–1758), który w 1719 roku został powołany na profesora medycyny i botaniki założył ogród botaniczny,  który w międzyczasie uniwersytet nabył od spadkobierców Johanna Andreasa Stissera.  Na około 3000 m² terenu za kościołem St. Walpurgis-Kirche  został stworzony nowy ogród. Dyrektorem ogrodu  był między innymi  Brandan Meibom podczas swojej pracy na uniwersytecie.  Stan wówczas istniejących roślin w ogrodzie jest aktualnie dokładnie zachowany. Po likwidacji uniwersytetu w 1810 roku kolekcja roślin przeszła na własność uniwersytetu w Getyndze.

### Wydział prawa

#### Wydział historii
Uczony w prawie Johannes Borcholt był pierwszym profesorem na wydziale prawa na uniwersytecie w Helmstedt w latach 1576–1593 i jako były syndyk specjalizował się w prawie cywilnym. Był doradcą miasta Rostock, które wypłacało mu roczną pensję. Pracował  również w 1584 roku w Güstrow  przy umowie o spadek księcia Ulricha von Mecklenburg. Jako prorektor trudnił się także w 1577 roku i w latach 1585–1586  prawem urzędu Hofpfalzgrafenamt, co zostało przyznane uniwersytetowi jako instytucji. Podczas pracy jako profesor opublikował wiele publikacji, między innymi także opinię o żegludze dla miasta Marburg,  pierwsze prawo żeglugi śródlądowej.
Mimo że podczas wojny trzydziestoletniej w Helmstedt stacjonowały grupy żołnierzy to uniwersytet był chroniony i nie ucierpiał. Dopiero w latach 1625–1626 w wyniku epidemii dżumy, zostały zawieszone wykłady. Heinrich Wendt, który w 1630 roku został wybrany na sekretarza wydziału prawa przerwał studia i jak wielu innych studentów opuścił miasto.

#### Opinie w procesie czarownic
Podstawę  procesów w Świętym Cesarstwie Rzymskim stanowiły przepisy zawarte w Constitutio Criminalis Carolina ogłoszone przez Karola V. W porównaniu ze średniowiecznymi praktykami nowe przepisy stanowiły pewien postęp, ponieważ stosowanie tortur było ściśle uregulowane i zrezygnowano z sądu bożego. Przeprowadzony dowód winy uznawano tylko po przyznaniu się oskarżonego, które musiało być powtórzone bez tortur. Jednak porządek prawny katolickiego Karola V nie został przyjęty w całości w krajach ewangelickich. Przepisy te przewidywały, że magia będzie karana w przypadku wyrządzenia faktycznych szkód.  W krajach ewangelickich ten przepis został zaostrzony, ponieważ magia przedstawiała pewien związek z diabłem i zatem zawsze jest godna śmierci. Na początku zadanie to przypadło wydziałowi prawa uniwersytetu w Helmstedt. Uniwersytety w Rinteln, Rostocku i Wittenberdze były czołowymi uniwersytetami, których prawnicy brali udział w procesach czarownic. Orzecznictwo na poszczególnych niemieckich wydziałach prawa bardzo się różniło. Uniwersytety w Helmstedt i Rinteln reprezentowały najostrzejszą linię co do ścigania domniemanych czarownic. Na zlecenie administracji wydział prawa wystawił sporo opinii. Znamienny jest przebieg postępowania i opinie uniwersytetu w Helmstedt w postępowaniu przeciwko Catharinie Ranzebach, które przeprowadzono w 1656 roku w brunszwickim urzędzie w mieście Schöningen.

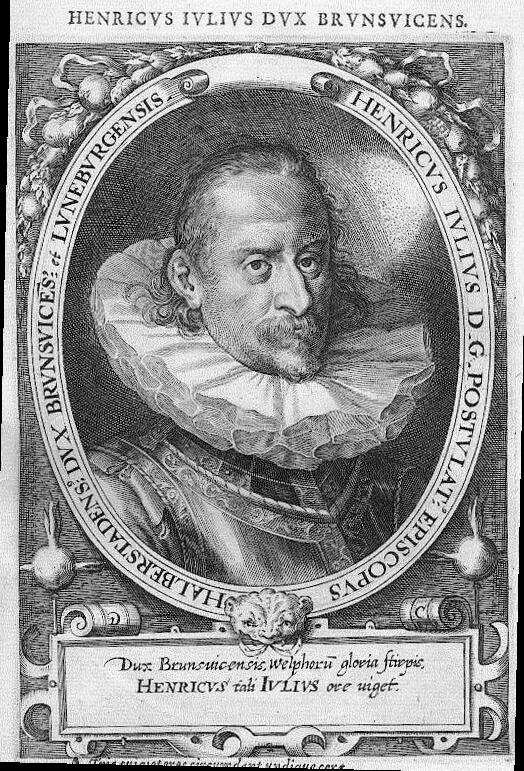
Książę Henryk Juliusz- Pierwszy rektor byłego uniwersytetu[22].
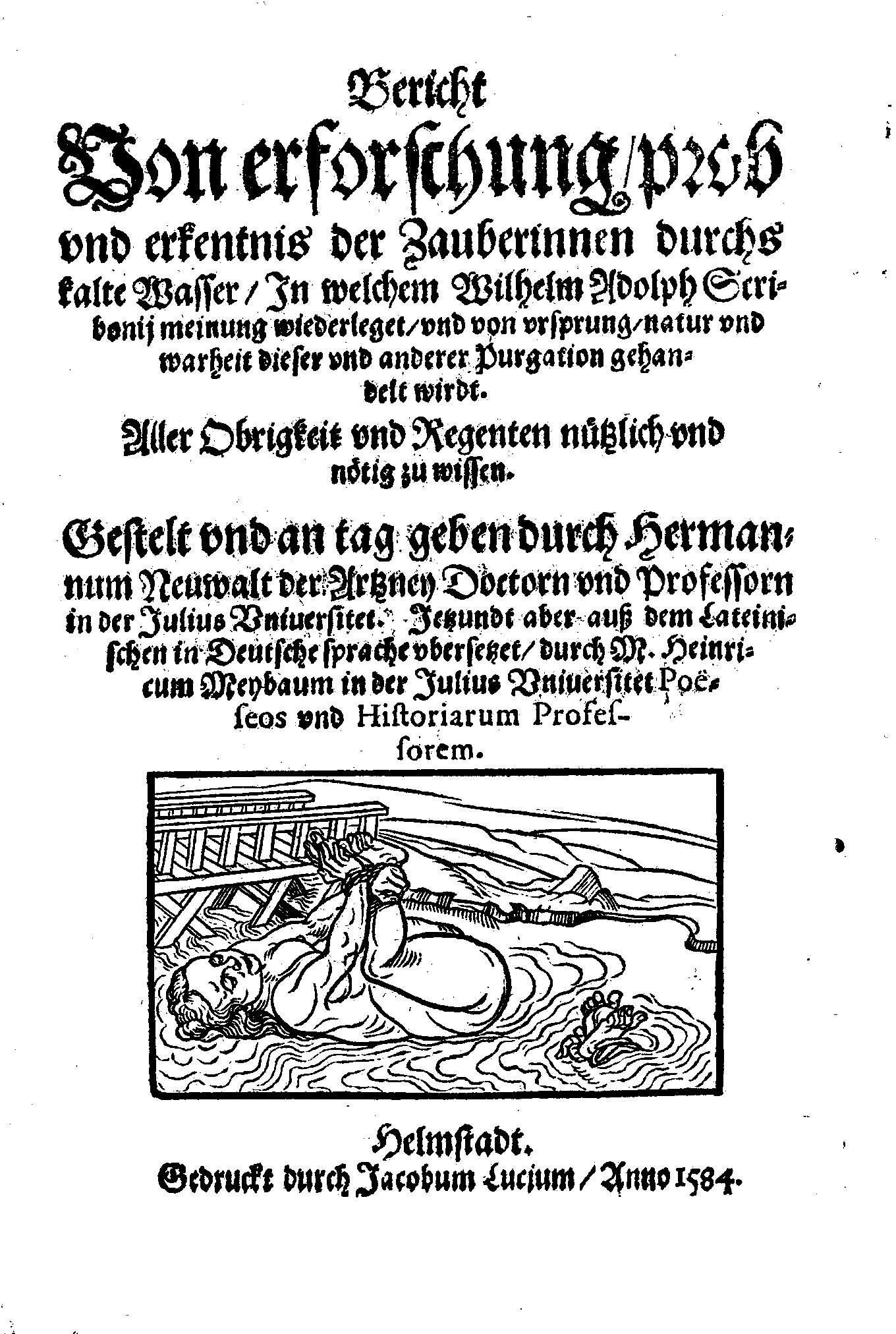
Hermann Neuwalt, profesor medycyny w Helmstedt, 1584, Próba wody na czarownicy
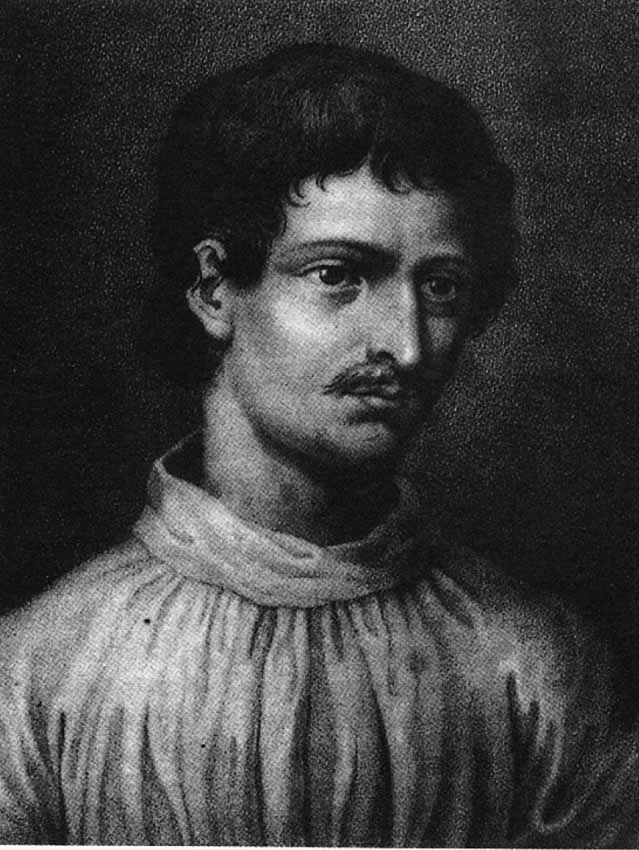
Giordano Bruno, profesor w Helmstedt w latach 1588–1590, w 1600 roku spalony na stosie w Rzymie jako heretyk
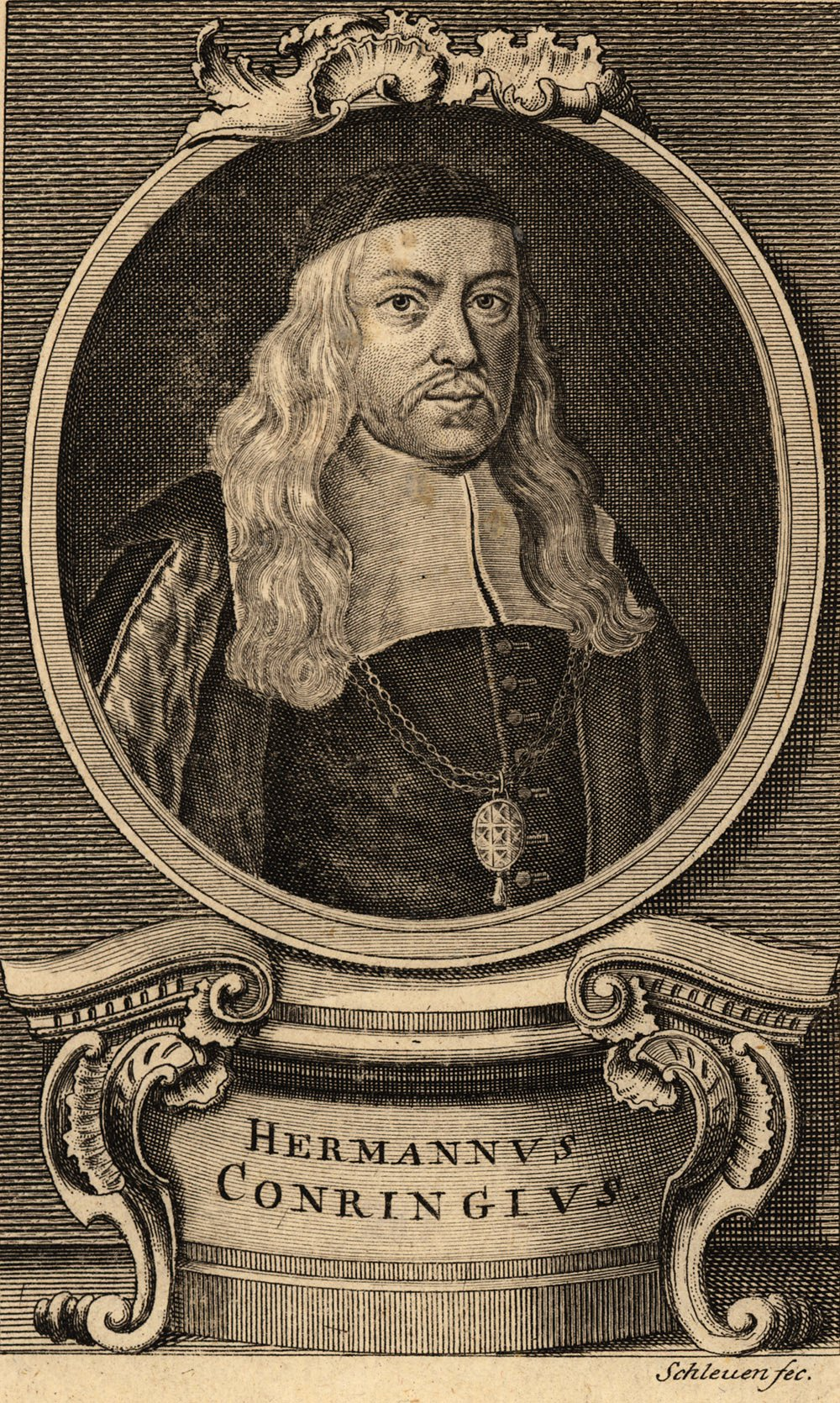
Hermann Conring (1606–1681) założyciel niemieckich nauk prawniczych

## Lista znanych osób związanych z uniwersytetem
- Johann Arndt – absolwent wydziału medycyny i filozofii
- Ernst Daniel August Bartels – profesor medycyny
- Johann Barter – profesor prawa
- Johannes Borcholt -profesor prawa
- Gabriel Gottfried Bredow – profesor historii
- Giordano Bruno – profesor teologii
- Georg Calixt – profesor teologii
- Joachim Heinrich Campe – student teologii
- Johannes Caselius – profesor filozofii
- David Chyträus – profesor teologii
- Martin Chemnitz –  profesor teologii i reformator
- Hermann Conring – absolwent i profesor retoryki i filozofii
- Johann Georg von Eckhart – profesor historii
- Carl Friedrich Gauss – absolwent matematyki
- Wilhelm Gesenius – absolwent teologii i filozofii
- Johann Ludwig Christian Carl Gravenhorst – studiował prawo
- Hermann von der Hardt – profesor filologii, orientalista
- Laurentius Heister – profesor medycyny i botaniki
- Johann Christian Ludwig Hellwig – profesor filozofii
- Heinrich Philipp Konrad Henke – absolwent teologii i filozofii, profesor teologii
- Tilemann Hesshus – profesor teologii
- Joachim Jungius – profesor medycyny
- Henryk Juliusz, Książę Brunszwiku-Wolfenbüttel - absolwent teologii
- Anton August Heinrich Lichtenstein – absolwent i profesor
- Heinrich Meibom – absolwent medycyny i profesor
- Heinrich Meibom der Ältere – absolwent filozofii i profesor
- Brandan Meibom – profesor medycyny i botaniki
- Hinrich Middeldorpf – student teologii i doktor filozofii
- Johann Lorenz von Mosheim – profesor teologii
- Michał Mostnik – student teologii
- Hermann Neuwalt – profesor medycyny
- Johannes Olearius (1546-1623) profesor teologii i filologii
- Heinrich Paxmann – profesor medycyny
- Magnus Pegel -profesor filozofii, matematyki
- Benjamin Georg Peßler – student teologii
- Johann Friedrich Pfaff – profesor matematyki
- Johann Andreas Quenstedt – absolwent wydziału teologii
- Johann Schröder absolwent wydziału medycyny
- Johan Sigismund Schulin – student
- Johann Andreas Stisser –  profesor medycyny
- Antoni Ulryk, książę Brunszwiku-Wolfenbüttel, książę Brunszwiku-Wolfenbüttel absolwent teologii
- Fryderyk Jerzy Tuve – absolwent teologii
- Paul Gottlieb Werlhof – absolwent medycyny